# La gran aventura de Tarzán
La gran aventura de Tarzán es una película de aventuras estadounidense de Eastmancolor de 1959 dirigida por John Guillermin, producida por Sy Weintraub y Harvey Hayutin, y escrita por Les Crutchfield, basada en el personaje creado por Edgar Rice Burroughs. Con un notable reparto de apoyo que incluía a Anthony Quayle y Sean Connery, y enfocada en la acción y el suspenso, la película obtuvo elogios de la crítica al lograr una película de Tarzán atractiva tanto para adultos como para el público infantil.
La película muestra a un personaje de Tarzán educado interpretado por Gordon Scott. El personaje de Jane, la mujer de Tarzán, no aparece ni se menciona. En un momento, Tarzán se enamora brevemente de la protagonista femenina, dando a entender que se trata de un solitario más que un hombre de familia. Cheeta, el chimpancé compañero de Tarzán en muchas películas, aparece solo unas pocas veces al principio de la película, y el tipo de distracción cómica que representa Cheeta generalmente está ausente de la película.

## Argumento
Durante la noche, el pueblo africano de Mantu es asaltado a causa del suministro de dinamita que guarda. El médico del pueblo y el operador de radio interrumpen el robo y reciben sendos disparos mortales. Antes de morir, el operador susurra la palabra "Slade" por la emisora de onda corta. A la mañana siguiente, Tarzán se despierta oyendo los tambores que le alertan sobre que algo anda mal. Sale de su casa en el árbol y llega a Mantu, donde se está llevando a cabo un funeral por los fallecidos tras el asalto. Un inspector de policía informa a Tarzán sobre la redada. Después Tarzán se embarca en canoa para atrapar a un viejo némesis llamado Slade y su banda de asaltantes. En el camino, un pequeño avión se burla de Tarzán con sobrevuelos bajos. Sin embargo, el motor del avión se detiene y se estrella, arrojando al río a una exmodelo estadounidense llamada Angie. No dispuesto a dejarla varada, Tarzán se la lleva a la caza de la banda.
Mientras tanto, Slade y su cuadrilla de ladrones están a tan solo unas millas de distancia, viajando en un barco fluvial. Su destino es una mina de diamantes secreta, donde emplearán la dinamita robada para extraer las gemas. Cuando el barco fluvial se avería, los ladrones comienzan a pelear entre ellos mientras lo arreglan. De repente, uno de ellos abandona el bote mientras es perseguido por el otro y se queda atrapado en unas arenas movedizas donde se ahoga; el otro muere cuando Tarzán le alcanza y le clava una de sus flechas.
Poco después, Tarzán resulta herido, requiriendo de los cuidados de Angie para atender sus heridas. Ella, al intentar robar suministros médicos del bote de Slade, es capturada. Slade la usa para atraer a Tarzán a una trampa, pero el plan falla y le cuesta la vida a otro cómplice de Slade. Esto deja solo a Slade y su único aliado sobreviviente, un exnazi llamado Kreiger.
Como no hay honor entre estos ladrones, Kreiger intenta matar a Slade después de llegar a la mina. Sin embargo, Slade toma represalias contra Kreiger, quien le ofrece todos los diamantes que ha extraído a cambio de dejarle marchar. Sin conmoverse, Slade mata a Kreiger. 
De vuelta en el río, Angie cuida a Tarzán hasta que recupera la salud. Tras ello, Tarzán reanuda su búsqueda para capturar a Slade. Le agradece a Angie la ayuda recibida y se aleja buscando una confrontación final con Slade. Desde lo alto de un acantilado del río, Slade dispara con su rifle a Tarzán, quien lo alcanza a pesar de esto. Al principio, Slade toma la delantera cuando consigue atar a Tarzán con una soga de alambre. Sin embargo, la fuerza y la resistencia de Tarzán ganan, y empuja a Slade por el acantilado precipitándose hacia las rocas de abajo. Luego viaja de regreso río arriba a Mantu y su casa del árbol.

## Reparto
- Gordon Scott como Tarzán
- Anthony Quayle como Slade
- Sara Shane como Angie Loring
- Sean Connery como O'Bannion
- Niall MacGinnis como Kreiger
- Al Mulock como Dino
- Scilla Gabel como Toni